# Leonard Boyle
Leonard Anthony Boyle (ur. 17 listopada 1930 w Nightcaps, zm. 1 czerwca 2016) – nowozelandzki duchowny rzymskokatolicki, w latach 1985-2004 biskup diecezjalny Dunedin.

## Życiorys
Święcenia kapłańskie przyjął 29 czerwca 1961 w diecezji Dunedin. Udzielił ich mu ówczesny ordynariusz diecezji John Patrick Kavanagh. 27 stycznia 1983 papież Jan Paweł II powołał go na urząd biskupa koadiutora Dunedin. Sakry udzielił mu 3 maja 1983 wspomniany już bp Kavanagh, u boku którego miał posługiwać jako koadiutor. 10 lipca 1985 został biskupem diecezjalnym Dunedin, jego ingres odbył się 19 sierpnia 1984. 24 maja 2004 zrezygnował z zajmowanego stanowiska, na półtora roku przed osiągnięciem biskupiego wieku emerytalnego, który wynosi 75 lat. Od tego czasu do śmierci w 2016 pozostawał biskupem seniorem diecezji.